# Albert Rougemont
Albert Rougemont (Borgoña, 1928 - 29 de enero de 2013) fue un futbolista profesional francés que jugó en el FC Montceau Bourgogne durante toda su etapa futbolística.

## Carrera
A principios de los años 50, bajo la dirección del entrenador Oskar Iskierka llegó a Lens en noviembre de 1951 para fichar por el FC Montceau Bourgogne, aunque no fue una gran temporada dado que el equipo descendió a la Ligue 2. En la siguiente temporada consiguió su mejor balance, ya que consiguió con el equipo un total de 21 partidos ganados y 3 empates. Aunque no fue hasta 1957 cuando consiguió quedar primero en liga con el Montceau, además de conseguir ese mismo año quedar cuarto en copa.
En 1963 se retiró de los terrenos de juego, aunque volvió en 1972 para entrenar al equipo en el que permaneció durante toda su carrera, el FC Montceau Bourgogne.
Falleció el 29 de enero de 2013 a la edad de 85 años.

## Clubes
| Club                  | País    | Año         |
| --------------------- | ------- | ----------- |
| FC Montceau Bourgogne | Francia | 1951 - 1963 |